# Баптизм на Украине

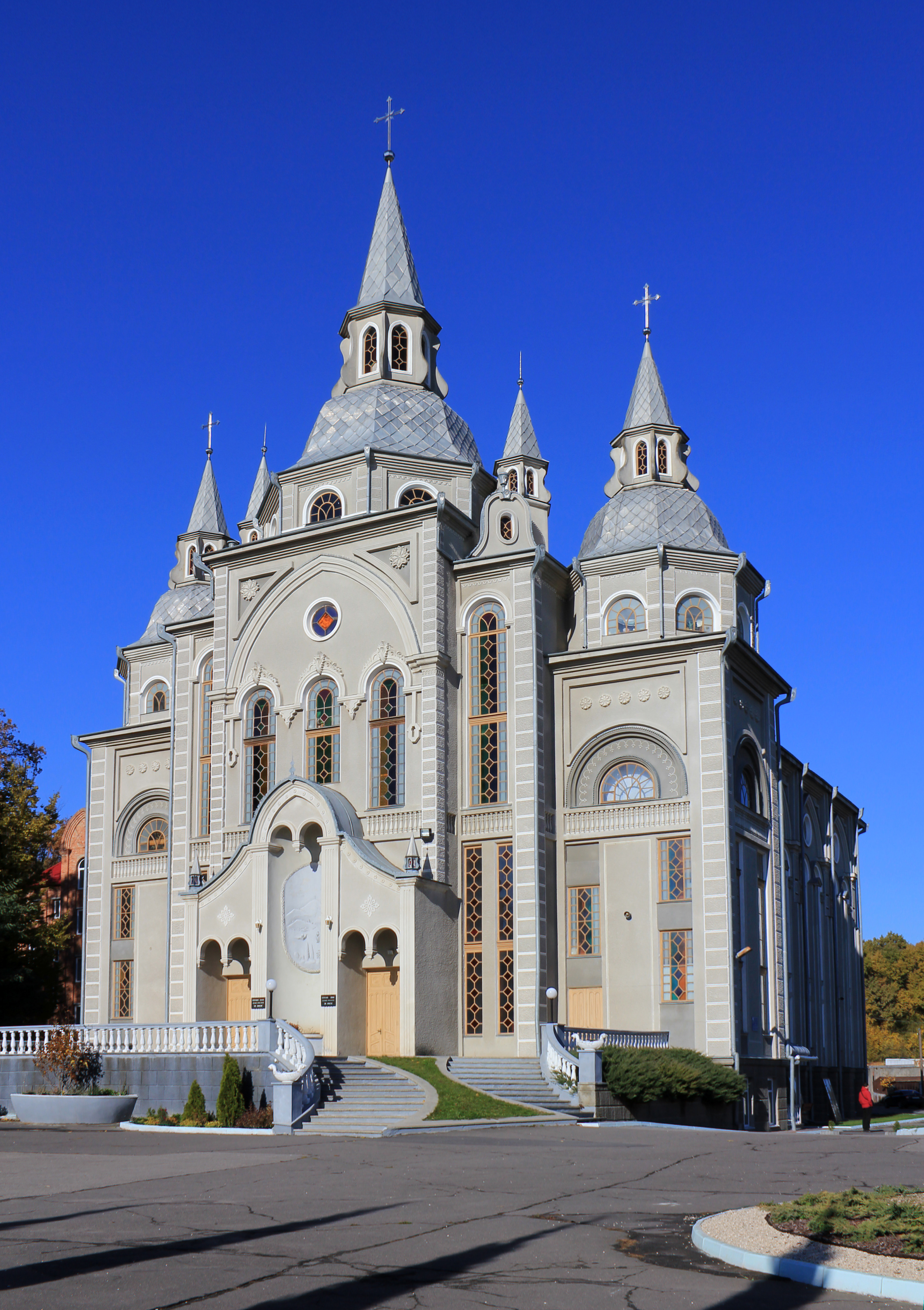
Церковь ЕХБ в Виннице, Украина

Баптизм на Украине появился благодаря немецким переселенцам в XIX веке. После того как земли Юго-Восточной Украины вошли в состав Российской империи, на них с подачи центрального правительства начали оседать немецкие колонисты, которые традиционно исповедовали лютеранство и меннонитство. В среде немецких меннонитов зафиксированы первые крещения по вере 10 мая 1864 года в реке Ингул.
В середине XIX века немецкие «креолы» Херсонской губернии осознали вторичность межконфессиональных различий и необходимость евангелизации среди местного русского населения. Так возникло движение штунды, которое и заложило фундамент баптизма на Украине. Первая «штундистская» община в Одесском уезде Херсонской губернии фиксируется с 1866 года. Однако штундисты ещё не практиковали «крещения по вере», но лишь собирались в частном порядке для изучения Библии и пения псалмов.
Определённый переход внеконфессиональных штундистов в конфессиональный баптизм произошёл в 1869 году благодаря деятельности немецкого проповедника Иоганна Герхарда Онкена. После его проповеди даже украинские крестьяне Екатеринославской губернии начали отказываться от икон и совершать христианские обряды без помощи православного духовенства. Первым баптистским проповедником на Украине стал Ефим Цимбал, крещённый немецким миссионером на реке Сугаклее. В 1875 году только в Херсонской губернии официально числилось 1546 баптистов, а в 1881 г. — 3363.
30 апреля — 1 мая 1884 года в с. Нововасильевка Таврической губернии на съезде баптистов 12 южных губерний основано первое объединение баптистов России — Союз русских баптистов Южной России и Кавказа, председателем которого стал выходец из меннонитов И. Вилер. В 1898 году баптистские общины возникли в Севастополе и Симферополе.
В 1908 году в Одессе («евангельские христиане») и в Киеве собрались различные региональные съезды баптистов.
С первого по восьмое октября 1918 года в Киеве прошёл Первый всеукраинский съезд баптистов. На съезде присутствовало 110 делегатов. В 1921 году в Елизаветграде состоялся Второй всеукраинский съезд баптистов, на который съехалось 120 представителей общин. На этом съезде было провозглашено создание Всеукраинского союза баптистов с центром в городе Киеве. На третьем съезде, который состоялся в Киеве в 1922 году было решено ввести Всеукраинский союз в состав Всероссийского союза баптистов. В 1928 году в Харькове состоялся Пятый всеукраинский съезд баптистов, на котором присутствовало 476 делегатов
Появление баптистских церквей на Западной Украине, которая в довоенное время была под властью Польши, приходится на 1920—1925 гг. и связано с миссионерской деятельностью украинских проповедников-реэмигрантов из США. В 1925 г. происходит первый съезд баптистов Галичины, а на 1938 г. здесь насчитывалось 115 баптистских церквей.
В 1990 году на 21-м съезде евангельских христиан-баптистов Украины, проходившем с 25 по 27 января, было провозглашено создание самостоятельного Союза евангельских христиан-баптистов Украины. В девяностые годы украинские баптисты вошли, имея более 1100 церквей, объединяющих больше 96 тысяч верующих (данные на 1 января 1992 г.). Наиболее большая баптистская церковь на Украине находилась в Харькове, в которой было около 1800 членов. В 2000 году ВСО ЕХБ имеет в своём составе почти 2200 общин с почти 132 тысячами верующих.